# Брейткопф, Иоганн Готлоб Иммануил
Иоганн Готлоб Иммануил Брейткопф (нем. Johann Gottlob Immanuel Breitkopf; 23 ноября 1719—28 января 1794) — немецкий музыкальный издатель, типограф.

## Биография
Родился в семье издателя Бернхарда Кристофа Брейткопфа, основателя старейшего музыкального издательства в мире Breitkopf & Härtel.

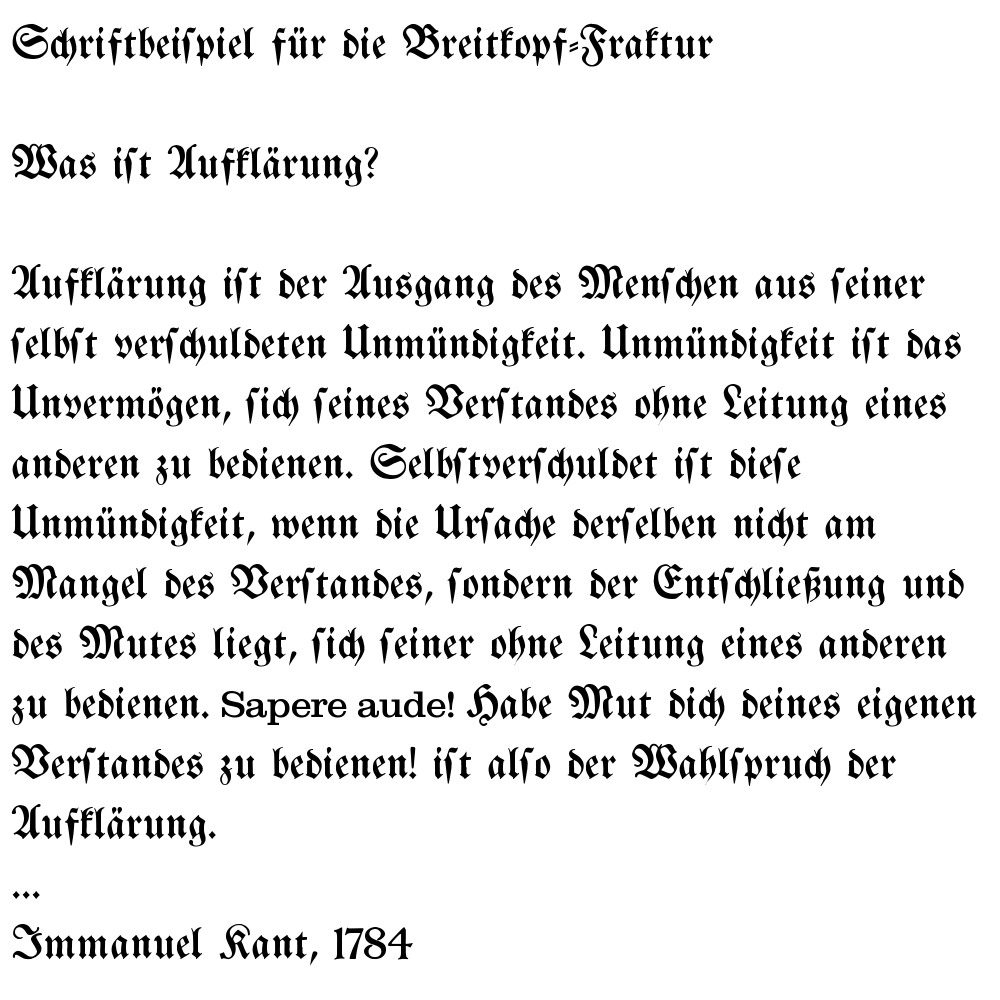
Фрагмент эссе «Ответ на вопрос: что такое Просвещение?» Иммануила Канта с образцом шрифта Breitkopf Fraktur

Ввёл в употребление более чёткие и изящные немецкие шрифты, усовершенствовал технику книгопечатания, в том числе названный его именем шрифт фрактура Брейткопфа.
В 1754 изобрёл «подвижный и разборный» нотный шрифт, разрешивший задачу набора аккордов в тесном расположении. Его нотные литеры состояли из мелких отдельных частиц (всего ок. 400 литер), например, каждая восьмая набиралась с помощью трёх литер — головки, штиля и хвостика (или кусочка вязки). Этот шрифт давал возможность воспроизводить любые аккорды, практически при его помощи можно было подготовить к изданию самые сложные произведения. В шрифте Брейткопфа все детали нотного набора были хорошо (без зазоров) пригнаны. Нотный рисунок легко читался и имел эстетичный вид. Впервые новый метод нотопечатания был применён в 1754 при издании арии «Как иной уже может решиться» («Wie mancher kann sich schon entschliessen»). За короткое время нотопечатание с помощью набора достигло у Брейткопфа небывалого развития и смогло во всех областях успешно конкурировать с рукописными нотами, которые до этого времени не утрачивали господства на нотном рынке. Брейткопф издавал сочинения почти всех крупных нем. композиторов этой эпохи — сыновей И. С. Баха, И. Маттезона, Й. Бенды, Г. Ф. Телемана и др. Метод Брейткопфа нашёл многочисленных подражателей и последователей в Голландии, Бельгии и Франции.
Брейткопф также разработал проект печати географических карт типографским способом. Этот проект был представлен широкой публике в 1777 году в брошюре «О печатании географических карт» (нем. «Ueber die Druck der Geographische Charten»). Он также пытался печатать китайские иероглифы с помощью подвижных шрифтов.
Его фирма (около 120 чел.) стала одним из крупнейших книжных центров Европы. Брейткопф поддерживал постоянные коммерческие связи с Россией, снабжал русские типографии шрифтами и подготавливал специалистов.
В доме Брайткопфа часто останавливался Гёте во время учебы в Лейпциге. Он принимал участие в художественной самодеятельности и музыкальных мероприятиях и дружил с дочерью Брейткопфа Теодорой Софией Констанцией (1748—1818).

## Публикации
- О печати географических карт. В дополнение к прилагаемому образцу набор карт и печатное искусство книгопечатания (нем. Ueber den Druck der geographischen Charten. Nebst beygefügter Probe einer durch die Buchdruckerkunst gesetzten und gedruckten Landcharte). Leipzig : Breitkopf, 1777.)
- Об истории изобретения полиграфического искусства (нем. * Über die Geschichte der Erfindung der Buchdruckerkunst. Bey Gelegenheit einiger neuern darüber geäusserten besondern Meynungen. Nebst Anzeige des Inhaltes seiner Geschichte der Erfindung der Buchdruckerkunst_. Leipzig : Breitkopf, 1779.)
- Catalogo delle Sinfonie, che si trovano in Manuscritto nella Officina Musica di Giovanni Gottlieb Immanuel Breitkopf, in Lipsia. Parte Ima. 1762. Gedruckte инципит-каталог 1762—1787, die alle Gattungen der Musik aus Breitkopfs Sammlung aufführen, , abgekürzt genannt Breitkopf-Katalog.
- Издавал журнал, посвящённый проблемам книжной и антикварной торговли «Magazin des Buch- und Kunsthandels».[9]

## Семья
Женился на Фридерике Констанции Брикс (Friderica Constantia Brix) в Лейпциге 25 сентября 1746 года, от которой у него было пять сыновей и четыре дочери, в том числе:
- Теодора София Констанция (Theodora Sophia Constantia Breitkopf) (1748—1818).
- Фёдор Иванович (Бернгард Теодор) фон Брейткопф (1749—1820) — генерал-майор, действительный статский советник, нотный издатель и композитор[10][11][12] — преподавал в петербургском Екатерининском институте немецкий язык и арифметику.
- Кристоф Готтлоб Брайткопф (1750—1800), наследник и глава бизнеса своего отца.